# Moules frites
Moules frites – siódmy utwór belgijskiego muzyka Stromae’a z jego drugiego albumu studyjnego Racine carrée.

## Notowania na listach przebojów
| Kraj    | Lista (2013)    | Najwyższa pozycja |
| ------- | --------------- | ----------------- |
| Francja | Top 200 Singles | 189               |

## Nominacje
W 2014 roku podczas World Music Awards utwór był nominowany do nagrody World Music Award w kategorii World’s Best Song i World’s Best Video.